# Маріон (округ Джуно, Вісконсин)
Маріон (англ. Marion) — місто (англ. town) в США, в окрузі Джуно штату Вісконсин. Населення — 444 особи (2020).

## Демографія
Згідно з переписом 2010 року, у місті мешкало 426 осіб у 200 домогосподарствах у складі 127 родин. Було 301 помешкання
Расовий склад населення:
| - 97,2 % — білих - 1,2 % — корінних американців - 0,5 % — азіатів |

До двох чи більше рас належало 1,2 %. Частка іспаномовних становила 0,2 % від усіх жителів.
За віковим діапазоном населення розподілялося таким чином: 16,9 % — особи молодші 18 років, 59,2 % — особи у віці 18—64 років, 23,9 % — особи у віці 65 років та старші. Медіана віку мешканця становила 51,2 року. На 100 осіб жіночої статі у місті припадало 110,9 чоловіків;  на 100 жінок у віці від 18 років та старших — 113,3 чоловіків також старших 18 років.
Середній дохід на одне домашнє господарство  становив 58 359 доларів США (медіана — 44 464), а середній дохід на одну сім'ю — 79 525 доларів (медіана — 66 563). Медіана доходів становила 50 000 доларів для чоловіків та 41 667 доларів для жінок. За межею бідності перебувало 6,1 % осіб, у тому числі 0,0 % дітей у віці до 18 років та 7,5 % осіб у віці 65 років та старших.
Цивільне працевлаштоване населення становило 170 осіб. Основні галузі зайнятості: виробництво — 18,2 %, транспорт — 14,7 %, освіта, охорона здоров'я та соціальна допомога — 14,7 %.